# المكتبة الوطنية الفنلندية

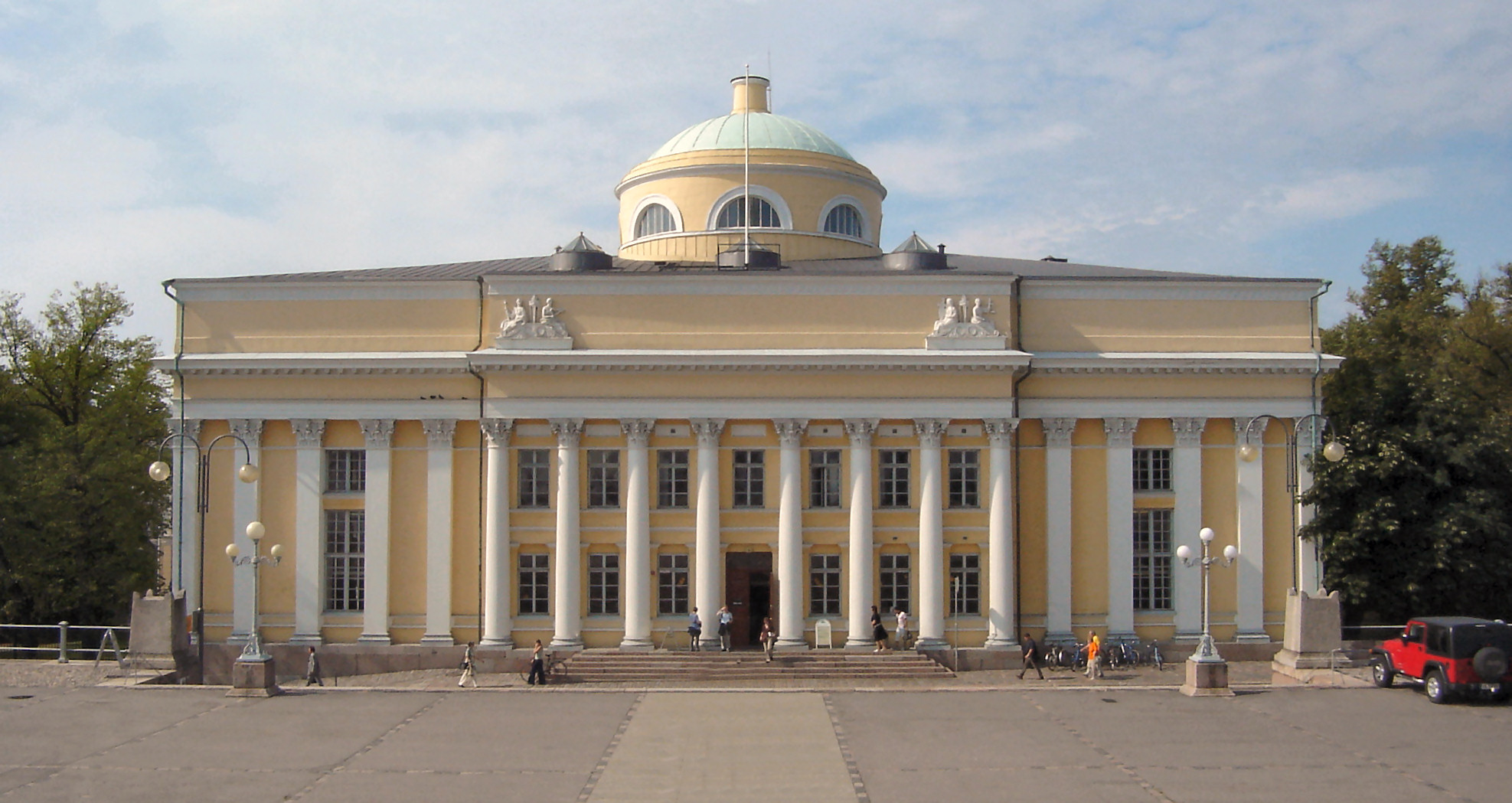
المكتبة الوطنية الفنلندية

المكتبة الوطنية الفنلندية (بالفنلندية Kansalliskirjasto) في هلسنكي هي أقدم مكتبة في فنلندا. وتتبع جامعة هلسنكي. وكانت تسمى قبل 1 أغسطس 2006 مكتبة جامعة هلسنكي. فضلاً عن كونها أهم مكتبات البلاد، تقوم بمسئولية حفظ التراث الثقافي الفنلندي. وحسب القانون فإنها تستلم خمس نسخ من كل مطبوعة في البلاد، تحتفظ بواحدة وترسل الأربع الأخرى إلى خمسة مكتبات أخرى. كما من حقها الاحتفاظ بكل ما ينشر على الإنترنت. ومن حق كل مواطن فنلندي الإطلاع على مواد المكتبة، واستعارة أي منها. كما تحتوي المكتبة على أكبر عدد من الكتب الروسية من العصر القيصري أكثر من أي مكتبة أخرى في العالم.
وتقع المكتبة الوطنية في مجمع المكتبة قلب هلسنكي بجانب ميدان سيناتينتوري. أقدم بناء في المجمع هو بناء المكتبة الذي يعود بناؤه إلى عام1844 وقد صممه كارل لودفيج إنجل. أهم جزء في المكتبة هو مخزن الكتب الذي يقع تحت المكتبة مباشرة وهو بمساحة 57.600 متر مكعب وهو منحوت في الصخور الصلبة، ويمتد إلى 18 مترا عمقا.